# Ochthera triornata
Ochthera triornata är en tvåvingeart som beskrevs av Cresson 1926. Ochthera triornata ingår i släktet Ochthera och familjen vattenflugor. Inga underarter finns listade i Catalogue of Life.